# 刘亦铭
刘亦铭（1940年6月—），男，汉族，籍貫台湾台南，生于上海，中华人民共和国物理学家、政治人物，曾任台盟中央专职副主席，第七、八、九、十、十一届全国政协委员。

## 生平
1998年3月，第九届全国人大第一次会议上，他当选全国人民代表大会常务委员会委员。2008年，当选第十一届全国政协常务委员，代表台湾民主自治同盟，分入第十三组。并担任港澳台侨委员会专委。